# ウニクス成田
ウニクス成田（ウニクスなりた）は、千葉県成田市にあるショッピングセンター。

## 店舗
- ヤオコー
- ダイソー
- 東京靴流通センター
- ガスト
- やまや
- アトリエフルール
- ウニクス成田歯科
- ベネッセの英語教室 BEstudio
- RCクリーニング
- 美容室ミラコール
- Y'z cut
- おたからや ウニクスはなのき台店
- 宝くじショップ

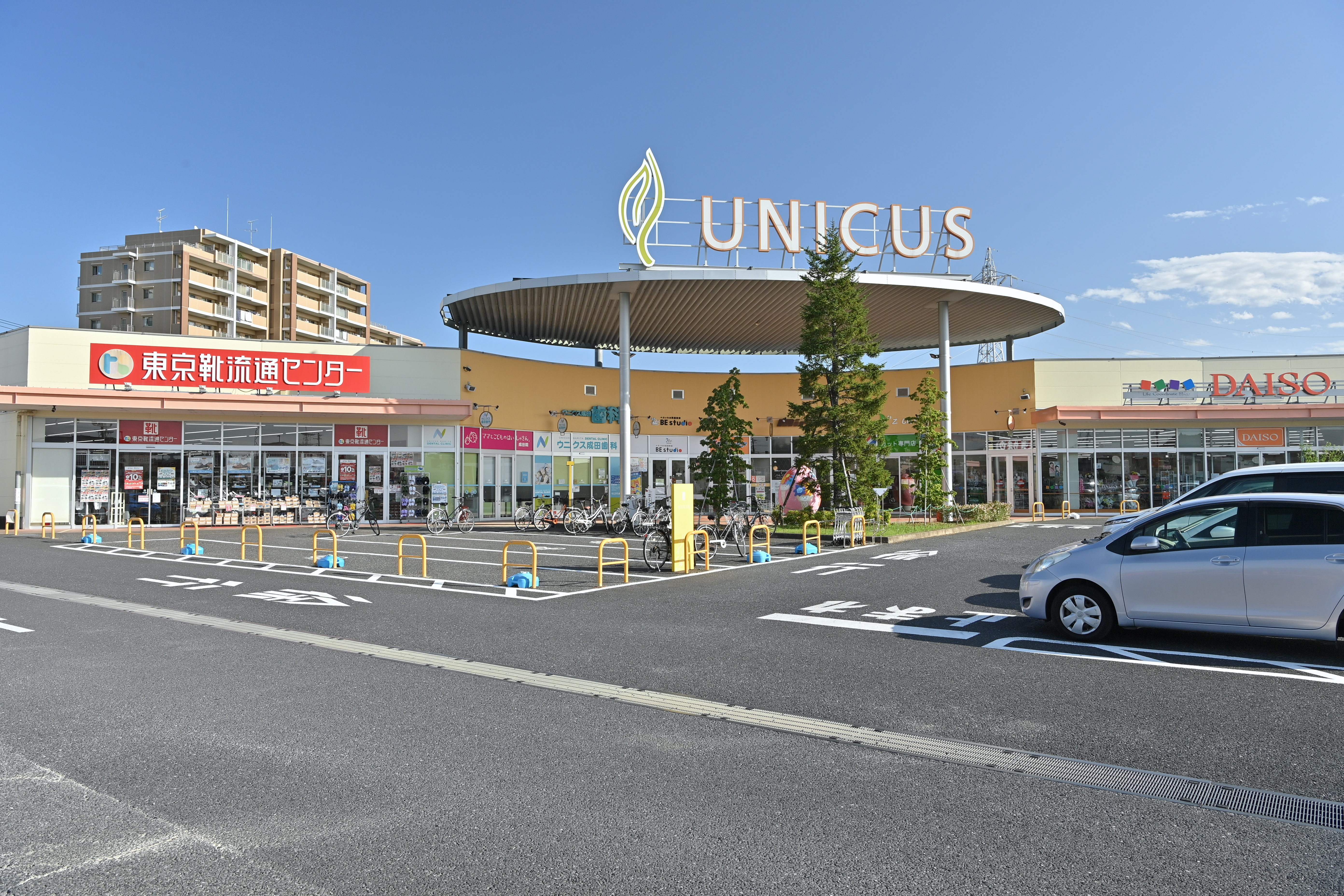
東京靴流通センターと自転車置き場前
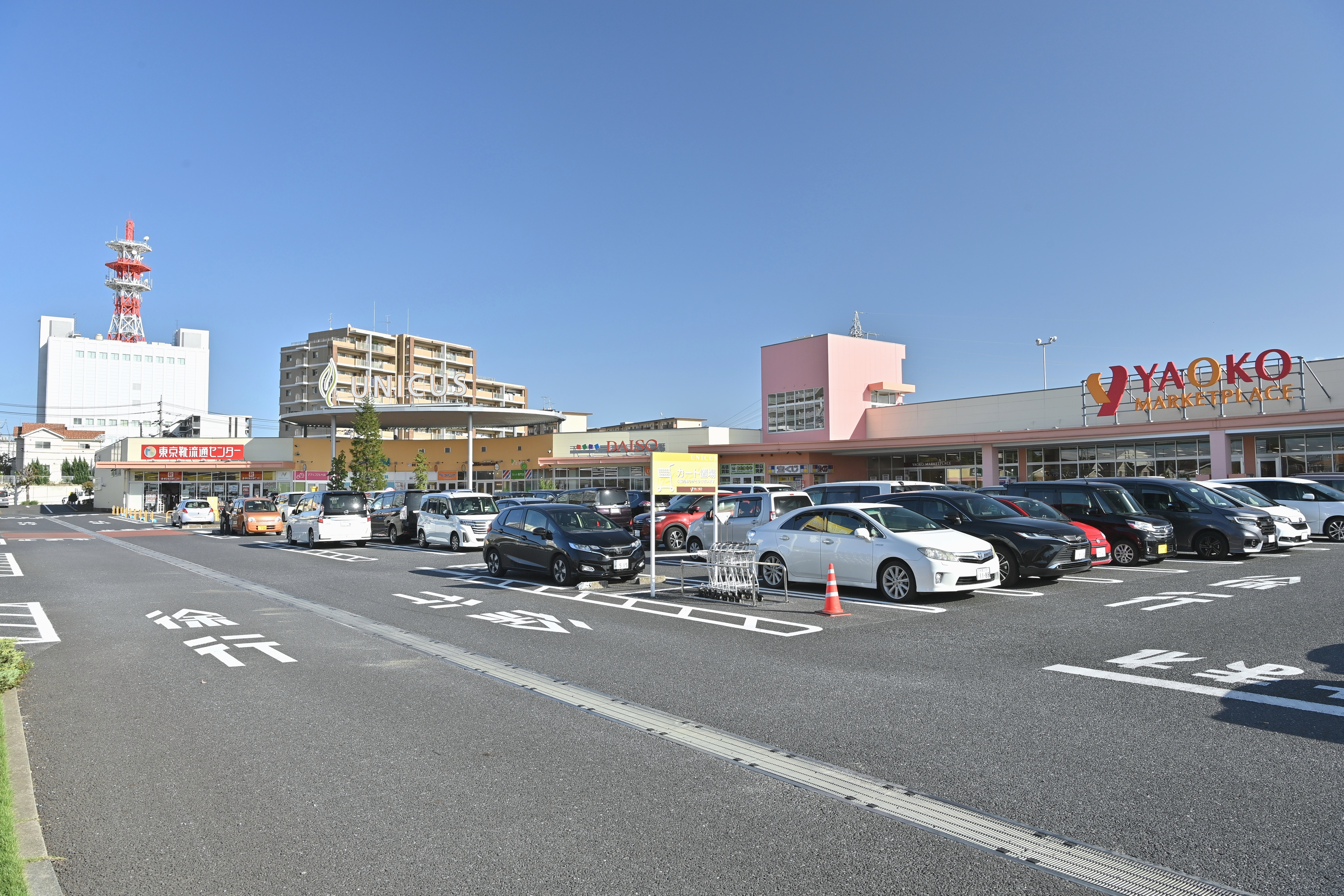
ヤオコー、ガストの前

## 沿革
- 2006年（平成18年）8月30日 - 開業。

## 周辺
- 成田湯川駅

## アクセス
- JR成田線成田駅よりバスで10分